# Éphrem le Syriaque
Pour les articles homonymes, voir Éphrem.
Éphrem le Syriaque ou Éphrem de Nisibe (en syriaque : ܐܦܪܝܡ ܣܘܪܝܝܐ / ʾafrēm suryāyā ou ʾafrēm suryoyo ; en grec ancien : Ἐφραίμ ὁ Σῦρος, Ephraím ho Syros ; en latin : Ephraem Syrus), né vers 306 à Nisibe (Turquie) et mort en 373 à Édesse (Turquie), était un diacre de langue syriaque et un théologien du IVe siècle dans la région de l'Assyrie. Plusieurs dénominations chrétiennes, dont les Églises orthodoxes et catholique, le vénèrent en tant que saint, Père de l'Eglise et il est reconnu depuis 1920 en tant que Docteur de l'Église par l'Église catholique. Il est l’auteur de plusieurs hymnes et poèmes.
Le diacre Éphrem était chargé de l'École théologique de Nisibe lorsque surgirent les Perses. Il se réfugia avec ses élèves à Amida puis à Édesse en 363 où il demeura jusqu'à sa mort en 373. Il mena une vie de contemplation, qu'il a entretenue par une austérité extrême. C'est de cette flamme intérieure que jaillit ce lyrisme qui a fait de lui la « cithare du Saint-Esprit » ou la « harpe du Saint-Esprit », selon les traductions.
Il est fêté le 28 janvier par les Églises de rite byzantin, et le 9 juin par l'Église latine. De plus, il est fêté le 7e samedi avant Pâques par l'Église syriaque orthodoxe, le 18 juin par les Églises maronite, chaldéenne et latine, selon l'ancien calendrier ainsi que le 22 juillet dans l'Église copte orthodoxe.

## Rôle et œuvres
Diacre, théologien et auteur prolifique d'hymnes en langue syriaque, il est important autant pour l'Église latine que pour les Églises orientales. Il fut reconnu comme Docteur de l'Église catholique. Il est vénéré comme un saint par les chrétiens du monde entier, mais particulièrement parmi ceux de Syrie.
Éphrem a écrit avec la plus grande variété des hymnes, des poésies et des homélies en vers, aussi bien que des commentaires bibliques en prose. Il s'agissait pour ces derniers d'ouvrages de théologie pratique pour l'édification de l'Église en des temps troublés.
Ses  œuvres étaient si populaires qu'elles étaient lues à l'office au titre d'écritures inspirées, comme on le fit un certain temps pour Le Pasteur d'Hermas et les Épîtres de Clément Romain, et que durant des siècles après sa mort, des auteurs chrétiens rédigèrent sous son nom des centaines d'ouvrages pseudépigraphiques.
Les écrits d’Éphrem témoignent d'une expression de la foi chrétienne encore primitive mais vibrante, peu influencée par les modes de pensée européens et plus enracinée dans les façons de parler de l'Orient,.

## Biographie

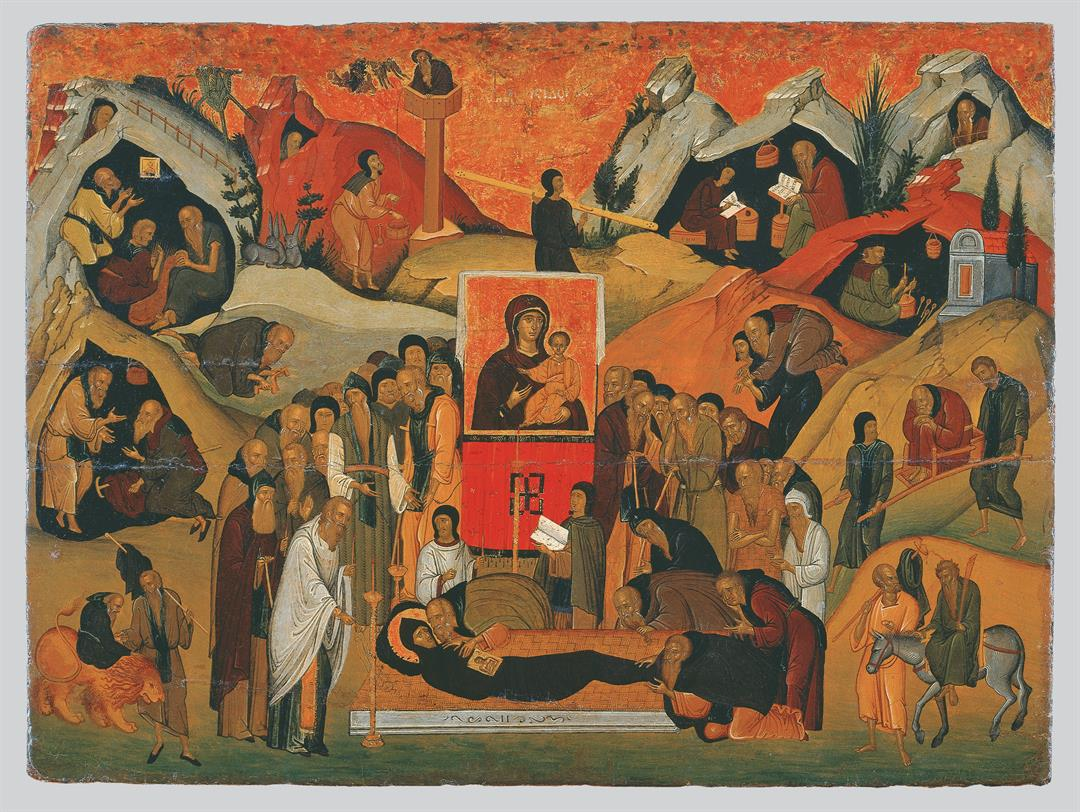
Icône de la Dormition de saint Éphrem le Syriaque.

Éphrem naquit vers 306, dans la ville de Nisibe (aujourd'hui Nusaybin en Turquie, à la frontière syrienne).
En se fondant sur l'hymnologie d'Éphrem, la critique interne suggère que ses deux parents faisaient partie de la communauté chrétienne croissante de la ville, bien que plus tard des hagiographes aient écrit que son père était un prêtre païen qui, de colère en voyant son fils converti, l'aurait chassé de sa maison. On parlait de nombreuses langues à Nisibe au temps d'Éphrem, surtout des dialectes araméens. La communauté chrétienne se servait du dialecte syriaque. Diverses religions païennes, le judaïsme et quelques-unes des premières sectes chrétiennes rivalisaient entre elles pour gagner les cœurs et les esprits du peuple. C'était une époque de grande tension religieuse et politique.
En 298 l'empereur romain, Dioclétien avait signé avec son homologue de Perse, Narseh, un traité qui transférait Nisibe aux Romains. La persécution violente et le martyre de chrétiens sous Dioclétien étaient un souvenir vivace de l'Église nisibienne dans la jeunesse d'Éphrem.
Jacques, le premier évêque de Nisibe, fut nommé en 308 et Éphrem grandit alors qu'il dirigeait la communauté. Jacob de Nisibe est signalé comme un des signataires au premier concile de Nicée en 325. Éphrem fut baptisé quand il était jeune homme et, presque certainement, il est entré dans l'ordre des « fils de l'alliance », une forme inhabituelle du proto-monachisme syriaque. Jacob le nomma professeur (en syriaque malp̄ānâ, titre qui est toujours très respecté chez les chrétiens syriaques). Il fut ordonné diacre, soit à l'occasion de son baptême, soit plus tard.
Il commença à composer des hymnes et écrire des commentaires bibliques dans le cadre de ses fonctions éducatives. Dans ses hymnes, il parle quelquefois de lui-même comme d'un « berger de brebis » (`allānâ), de son évêque comme d'un « pasteur » (rā`yâܪܥܝܐ) et de sa communauté comme d'un « bercail » (dayrâܕܝܪܐ). La tradition populaire voit en Éphrem le fondateur de l'école de Nisibe, qui dans les siècles suivants fut le centre éducatif de l'Église orientale.
En 337 mourut l'empereur Constantin, qui avait favorisé le christianisme dans l'Empire romain. Saisissant cette occasion, Chapour II de Perse commença une série d'attaques dans le Nord de la Mésopotamie romaine. Nisibe fut assiégée en 338, 346 et 350. Éphrem affirme que, pendant le premier siège, c'est l'évêque Jacob qui a défendu la ville par ses prières. Cet évêque pour lequel Éphrem avait beaucoup d'affection mourut peu après et Babou dirigea l'Église dans ces temps troublés, remplis d'escarmouches de frontière. Lors du troisième siège, en 350, Chapour détourna le cours de la rivière Mygdonius pour faire crouler les murs de Nisibe. Les Nisibéniens réparèrent rapidement les murs tandis que la cavalerie d'éléphants de l'armée perse s'embourbait dans la terre humide. Éphrem célébra le sauvetage miraculeux de la ville dans un hymne où il la comparait à l'Arche de Noé flottant en sécurité au-dessus de l'inondation.
Un important lien physique avec le temps où vécut Éphrem est le baptistère de Nisibe. L'inscription dit qu'il fut construit en 359 sous l'évêque Vologèse. C'était l'année où Chapour recommença à ravager la région. Les villes autour de Nisibe furent détruites l'une après l'autre et leurs habitants tués ou expulsés. L'Ouest de l'Empire romain était l'objet de graves préoccupations tandis que Constance et Julien luttaient pour le pouvoir. Finalement, après la mort de Constance, Julien se mit en marche vers la Mésopotamie. Il s'avança dans une campagne imprudente vers la capitale perse, Ctésiphon, au cours de laquelle, submergé par le nombre, il fut contraint à une retraite immédiate. Julien périt à cette occasion et l'armée élut Jovien comme nouvel empereur. À la différence de son prédécesseur, Jovien était chrétien nicéen. Les circonstances le contraignirent à demander à Chapour un armistice et à céder Nisibe à la Perse, avec la clause que la communauté chrétienne de la ville pourrait partir. L'évêque Abraham, successeur de Vologèse, conduisit ses fidèles en exil.
Éphrem se retrouva au milieu d'un grand nombre de réfugiés qui avaient fui vers l'ouest, d'abord à Amida (Diyarbakır), et qui s'étaient installés finalement à Édesse (ܐܘܪܗܝ aujourd'hui Şanlıurfa) en 363. Éphrem, vers la fin de la cinquantaine, se remit au travail dans sa nouvelle Église et semble avoir continué à enseigner, peut-être à l'école d'Édesse. Au cœur du monde de langue syriaque, cette ville abritait un grand nombre de philosophies et de religions rivales. Éphrem remarque que les chrétiens fidèles à l'orthodoxie nicéenne étaient simplement appelés « palutiens » à Édesse, d'après le nom d'un ancien évêque. Les différentes sectes :  ariennes, marcionites, manichéennes, bardaisanites et gnostiques, se proclamaient chacune comme la vraie Église. Dans cette confusion, Éphrem écrivit un grand nombre d'hymnes pour défendre l'orthodoxie nicéenne, et chanter la Vierge Marie, l'Église et l'Incarnation. Un auteur syriaque tardif, Jacques de Saroug, a écrit qu'Éphrem utilisa des chœurs entièrement féminins pour faire chanter sur le forum d'Édesse ses hymnes adaptées aux mélodies populaires syriaques. Après avoir résidé dix ans à Édesse, et alors qu'il avait dépassé la soixantaine, Éphrem succomba à la peste pendant qu'il prodiguait ses soins spirituels aux malades. La date la plus probable pour sa mort est le 9 juin 373.

## Écrits

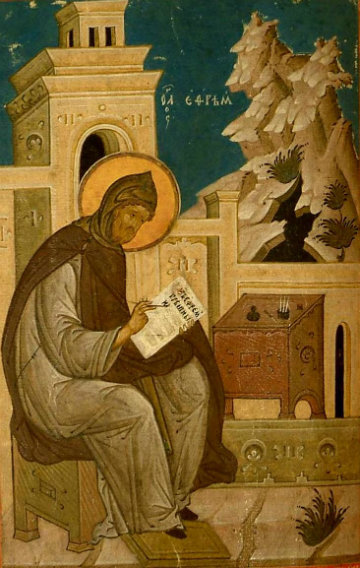
Illustration d'Éphrem le Syriaque, à partir d'un missel russe du XVIe siècle.

Plus de quatre cents hymnes composés par Éphrem ont été conservés. Comme on sait que certains ont été perdus, la productivité d'Éphrem n'est pas douteuse. L'historien de l'Église Sozomène lui attribue plus de trois millions de vers. Éphrem réunit dans sa manière d'écrire un triple héritage : il a pris les modèles et les méthodes au premier judaïsme rabbinique, il utilise adroitement la science et la philosophie grecques et il goûte la tradition mésopotamienne et perse du symbolisme mystérieux.
Les plus importants de ses travaux sont ses hymnes lyriques et didactiques (madrāšê ܡܕܖ̈ܫܐ). Ces hymnes sont remplis d'une riche imagerie tirée des sources bibliques, de la tradition populaire et d'autres religions et philosophies. Les madrāšê sont écrits en strophes de vers syllabiques mettant en œuvre plus de cinquante schémas métriques différents. Chaque madrāšâ avait son qālâ, un air traditionnel identifié par son premier vers. Tous ces qālê sont maintenant perdus. Il semble que Bardaisan et Mani aient composé des madrāšê et qu'Éphrem ait estimé convenable d'utiliser contre eux leurs propres armes. Les madrāšê sont rassemblés dans des cycles d'hymne différents. Chaque groupe a un titre — Carmina Nisibena, Sur la Foi, Sur le Paradis, Sur la Virginité, Contre les Hérésies — mais certains de ces titres ne reflètent pas la totalité de la collection (par exemple, seule la première moitié du Carmina Nisibena parle de Nisibe). Chaque madrāšâ avait d'habitude un refrain (`unîṯâ ܥܘܢܝܬܐ), répété après chaque strophe. Des auteurs récents ont suggéré que les madrāšê ont été chantés par des chœurs entièrement féminins avec accompagnement de lyre. Il serait le premier à avoir constitué une chorale de jeunes filles.
Éphrem a aussi écrit, en distiques heptosyllabiques, des homélies en vers (mêmrê). Ces sermons en poésie sont loin d'être aussi nombreux que les madrāšê.
La troisième catégorie des écrits d'Éphrem est son travail en prose. Il a écrit des commentaires bibliques sur le Diatessaron (harmonisation des Évangiles simple, utilisée par l'Église syriaque primitive), sur la Genèse et l'Exode et sur les Actes des Apôtres et les épîtres de Paul. Il a aussi écrit des réfutations contre Bardaisan, Mani, Marcion et d'autres.
Éphrem a écrit exclusivement en syriaque, mais il existe des traductions de ses œuvres en arménien, copte, géorgien, grec et d'autres langues. Certaines n'existent plus qu'en traduction (surtout en arménien). Les Églises syriaques utilisent toujours beaucoup d'hymnes d'Éphrem dans le cadre du cycle liturgique annuel, mais la plupart d'entre eux sont des versions revues et adaptées.
Le texte critique le plus complet et le plus authentique d'Éphrem a été compilé entre 1955 et 1979 par Dom Edmund Beck OSB, dans le cadre du Corpus Scriptorum Christianorum Orientalium.
Commentaires bibliques sur le Diatessaron,.
Les persécuteurs qui sont en nous
Saint Éphrem a connu, enfant, la persécution romaine de Dioclétien et, plus tard, il a dû défendre sa foi contre les hérétiques.
« Si tu dis qu'il n'y a pas de persécution ouverte, je te réponds qu'il y a une persécution cachée. L'inquisition (des hérétiques) persécute ta foi ? Confesse donc notre Seigneur sans que l'inquisition t'en empêche, car la persécution des rois n'est pas aussi mauvaise que celle des inquisiteurs ; les durs ongles de fer ne sont pas terribles comme les hérésies, ni l'arrachement de la peau comme la chicane, ni la décapitation comme les doutes d'esprit.
La haine te persécute ? Montre de la charité.
L'envie te persécute ? Montre de la douceur.
La concupiscence te persécute ? Sois parfaitement chaste.
Et de même, si l'injustice te persécute, montre de la justice.
Et si l'argent te persécute, confesse notre Seigneur, le Seigneur de tous.
Tous ces persécuteurs-là persécutaient les confesseurs en temps de paix, et c'est parce qu'ils se distinguèrent grâce à ces persécuteurs cachés qu'ils furent couronnés ouvertement par les persécuteurs. Exerce-toi contre ceux qui ne se voient pas, afin que tu puisses résister à ceux qui se voient. Si les persécuteurs qui sont en toi ont le dessus, comment penses-tu vaincre ceux du dehors ? »
Parole aux multiples beautés
« Qui est capable de comprendre toute la richesse d'une seule de tes paroles, ô Dieu ? Ce que nous en comprenons est moindre que ce que nous en laissons, tout comme les gens assoiffés qui s'abreuvent à une source.
Le Seigneur a coloré sa parole de multiples beautés, pour que chacun de ceux qui la scrutent puisse contempler ce qu'il aime. Et il a caché dans sa parole tous les trésors, pour que chacun de nous trouve une richesse dans ce qu'il médite. Que celui qui obtient en partage une de ces richesses n'aille pas croire qu'il n'y a dans la parole que ce qu'il y trouve ; qu'il se rende compte plutôt qu'il n'a été capable d'y découvrir qu'une seule chose parmi bien d'autres. Enrichi par la parole, qu'il ne croie pas que celle-ci est appauvrie.
Réjouis-toi, parce que tu es rassasié, mais ne t'attriste pas de ce que la richesse de la parole te dépasse. Mieux vaut que la source apaise ta soif plutôt que ta soif épuise la source. Si ta soif est étanchée sans que la source soit tarie, tu pourras y boire à nouveau, chaque fois que tu auras soif. »

### Poèmes

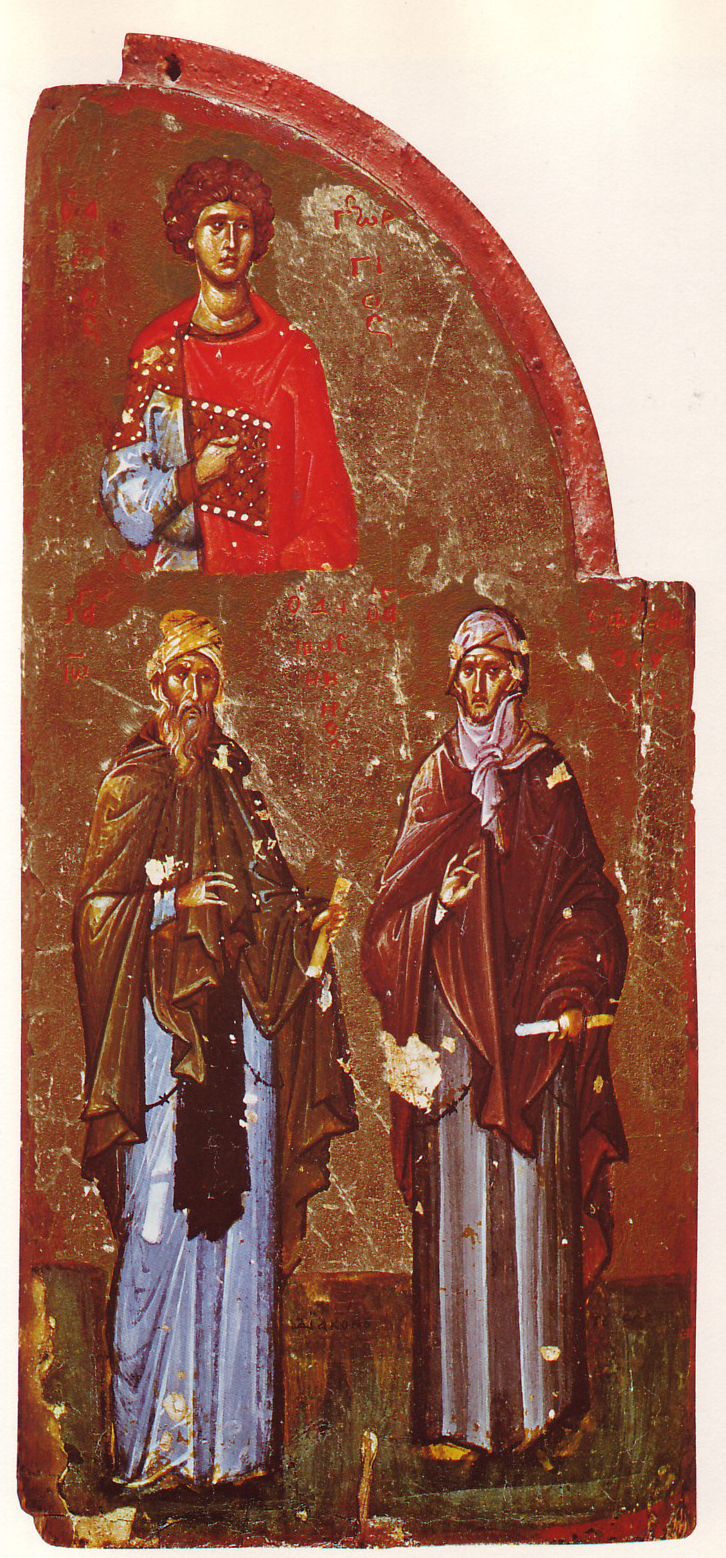
Les trois saints : Georges de Lydda, Jean Damascène et Éphrem le Syriaque. Part d'un triptyque, peut-être de Constantinople (début du XIVe siècle).

Éphrem, diacre en Turquie et Docteur de l'Église, fut surnommé la « cithare ou la harpe du Saint-Esprit, » en raison de la beauté de ses poèmes composés en syriaque :
Au début de ce jour

« Le début de la course du soleil

marque pour les mortels le commencement du travail :

prépare dans nos âmes, Seigneur,

une demeure pour ce Jour qui ne connaît pas de fin.

Donne-nous de voir en notre personne

la vie de la résurrection

et remplis nos cœurs de tes éternelles délices.

Imprime en nous, Seigneur, par notre fidélité à te servir,

le signe de ce Jour

qui ne dépend ni du lever ni de la course du soleil.

En tes saints mystères, chaque jour, nous t'étreignons
et nous te recevons dans notre corps :

accorde-nous d'expérimenter en nous-mêmes

la résurrection que nous espérons »

— Sermon 3, 4, VI, 10, trad. Orval (Lectures chrétiennes pour notre temps, Orval, 1973, n° 64).
Hymnes sur le paradis, Ces chants d'Éphrem se gravaient dans la mémoire des auditeurs, grâce à leur forme rythmée, à la splendeur de leurs images et à la chaleur de leurs accents ; ils étaient répétés, avec une ferveur jamais lassée, aux fêtes liturgiques,.
Cent fois plus subtil

« Le Paradis suffit-il pour les justes qui doivent l'habiter ? Je demandai ce qui n'est pas écrit et fus instruit par ce qui est écrit (cf. Mc 5, 1-20) :

« Considère cet homme en qui fit sa demeure toute une légion de diables : sans que l'on s'en doutât, ils résidaient en lui,

car, plus que l'âme même, ténue, subtile est leur armée !

Or toute en un seul corps résida cette armée.

Mais cent fois plus ténu et cent fois plus subtil

sera le corps des justes, quand ils se lèveront

à la Résurrection.

Il sera à l'image d'un esprit souverain :

à sa guise il s'épand et grandit ; à son gré se replie,

s'amenuise.

Il est ici s'il se replie, il est partout s'il s'épand.

En outre, écoute encore et sache que des lampes

aux milliers de rayons ont comme résidence

une seule maison ;

que d'une seule fleur des milliers de parfums

habitent le calice.

Et bien qu'ils soient logés en un minime espace,

ils s'y trouvent au large

pour y tenir leurs fêtes : ainsi le Paradis,

bien que rempli d'esprit, est spacieux pour

leurs fêtes ». »

— St Éphrem de Nisibe. Hymnes sur le Paradis, 5, 7-9, trad. R. Lavenant, Paris, Cerf, coll. « Sources Chrétiennes » 137, 1968, p. 73-75.

## Éphrem le Grec

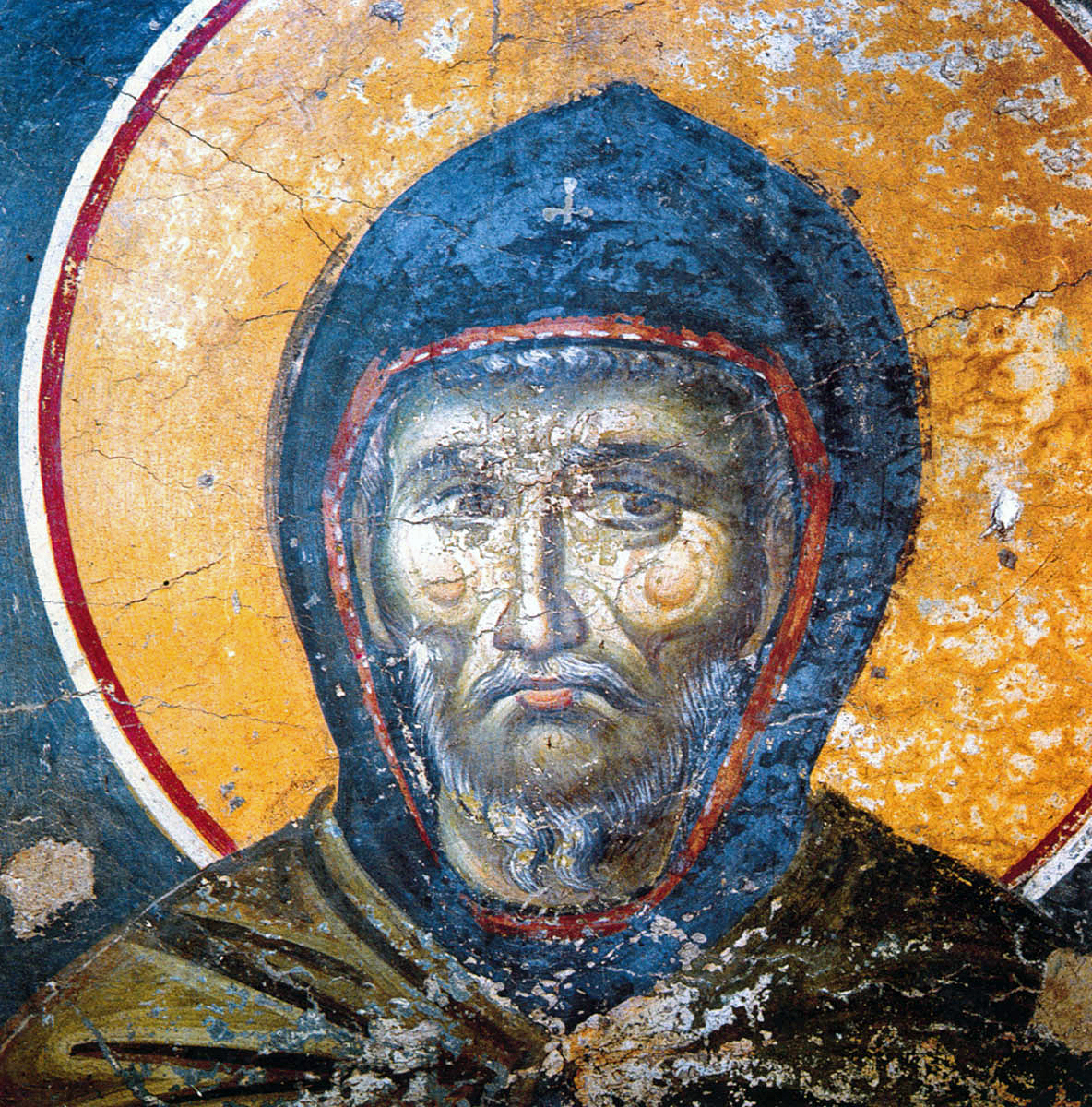
Fresque du XIVe siècle d'Éphrem le Syriaque (détail), église de l'Assomption dans le monastère de la protection, Mont-Athos.

Les méditations subtiles d'Éphrem sur les symboles de la foi chrétienne et sa position contre l'hérésie ont partout fait de lui dans l'Église une source populaire d'inspiration. C'est à ce point qu'il existe à son sujet un énorme corpus de pseudépigraphie et d'hagiographie légendaires.
Certaines de ces compositions sont en vers, souvent une version de ses distiques heptosyllabiques. La plupart de ces œuvres sont des compositions en grec très tardives. Les chercheurs attribuent souvent ce corpus (Clavis Patrum Græcorum 3905-4175) à un seul auteur, imaginaire, qu'ils appellent Éphrem le Grec ou Ephraem Graecus (par opposition au vrai Éphrem le Syriaque). Cela ne signifie pas que tous les textes en grec attribués à Éphrem soient des faux, mais beaucoup le sont. Bien que les compositions grecques soient la source principale de la matière pseudépigraphique, il y a aussi des œuvres en latin, en slavon et en arabe. Il y a eu très peu d'études critiques de ces documents et beaucoup sont encore vénérés par certaines Églises qui les regardent comme authentiques.
La plus connue d'entre eux est la Prière de Saint Éphrem qui fait partie de la liturgie pour la plupart des jours de jeûne dans le christianisme oriental :

« Seigneur et maître de ma vie, 
 ne m'abandonne pas à l'esprit de paresse, d'abattement, 
de domination et de vaines paroles.
Mais accorde-moi l'esprit d'intégrité, d'humilité, 
 de patience et d'amour, 
 à moi ton serviteur.
Oui, Seigneur Roi, 
 donne-moi de voir mes fautes
 et de ne pas juger mon frère, 
 car Tu es béni dans les siècles des siècles.
 Amen.

Ô Dieu, purifie-moi, pécheur. (12 fois) »

## Culte en tant que saint

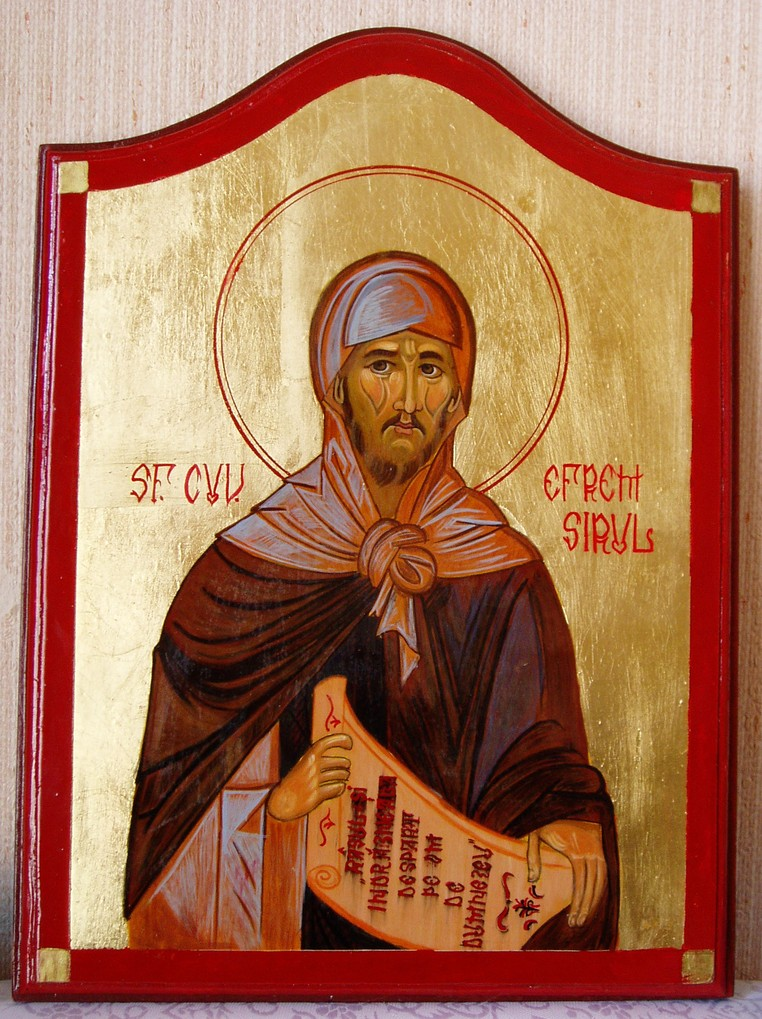
Une icône contemporaine (roumaine) représentant Éphrem comme le veut la tradition, habillé comme un moine, aux habits marron tirant sur l'orange, couleur du Feu de l'Esprit Saint.

Peu après la mort d'Éphrem, des récits légendaires sur sa vie commencent à circuler. Une des « modifications » les plus anciennes est l'affirmation que son père aurait été un prêtre païen d'Abnil ou d'Abizal. Pourtant, la critique interne indique qu'il a été élevé par des parents chrétiens. Cette légende peut relever de la polémique antipaïenne, ou au plus refléter la religion de son père avant qu'il passât au christianisme.
La deuxième légende attachée à Éphrem est qu'il était moine. À son époque, le monachisme était tout à fait à ses débuts en Égypte. Il semble avoir fait partie d'une fraternité, une communauté urbaine de chrétiens étroitement unie qui s'étaient engagés eux-mêmes à servir et garder la continence. Certains des termes syriaques par lesquels Éphrem a eu l'habitude de décrire sa communauté ont été plus tard utilisés pour décrire des communautés monastiques, mais affirmer qu'il était moine constitue un anachronisme. Les hagiographes postérieurs l'ont souvent décrit comme un rigoureux ascète, mais la critique interne de ses écrits authentiques montre qu'il a joué un rôle très actif, tant à l'intérieur de sa communauté ecclésiale que comme témoin envers ceux du dehors. Éphrem est vénéré comme un exemple de discipline monacale dans le christianisme oriental. Dans le schéma hagiographique orthodoxe, il est compté au nombre des moines qu'on vénère.
On croit qu'Éphrem a fait des voyages légendaires. Au cours de l'un d'eux il aurait rendu visite à Basile de Césarée, ce qui relierait Éphrem aux Pères de Cappadoce et jetterait un pont important en théologie entre leurs conceptions spirituelles à tous deux, qui ont beaucoup de points communs. Éphrem est censé aussi avoir visité Anba Bishoi (Pisoes) dans les monastères du Ouadi Natroun en Égypte. Comme dans le cas de la visite légendaire chez Basile, cette visite est un pont en théologie entre les origines du monachisme et sa propagation dans toute l'Église.
Le 5 octobre 1920, le pape Benoît XV proclame Éphrem Docteur de l'Église,.
Le titre le plus populaire pour Éphrem est « Harpe de l'Esprit » (en syriaque Kenārâ d-Rûḥâ). Il est appelé également « Diacre d'Édesse », et « Colonne de l'Église ».

## Source
- (en) Cet article est partiellement ou en totalité issu de l’article de Wikipédia en anglais intitulé « Ephrem the Syrian » (voir la liste des auteurs).

#### Œuvres traduites en français
- Commentaire de l'Évangile concordant ou Diatessaron, trad. L. Leloir, Sources Chrétiennes 121, 1966.
- Hymnes pascales, Sources Chrétiennes 502, 2006.
- Hymnes sur la Nativité, Sources Chrétiennes 459, 2001.
- Hymnes sur l'Épiphanie : Hymnes baptismales de l'Orient syrien, Spiritualité Orientale, no 70, 1996,  (ISBN 2855893704)
- Hymnes sur le jeûne, Spiritualité Orientale, no 69, Éditions de Bellefontaine, 1996,  (ISBN 2855893690)
- Hymnes sur le Paradis, Sources Chrétiennes 137, 1968.
- Hymnes sur le paradis, Les éditions du Cerf, coll. « Sources chrétiennes », 1976, 208 p. (ISBN 978-2-204-03556-9)
- Le Combat chrétien, Hymnes « de Ecclesia », Éditions de Bellefontaine, octobre 2004
- Le Christ en Ses Symboles : Hymnes de Virginitate, Abbaye de Bellefontaine, 2006, 258 p. (ISBN 978-2-85589-386-0)
- La descente aux enfers : Carmina Nisibena, Editions de Bellefontaine, coll. « Spiritualité orientale », 2009, 390 p. (ISBN 978-2-85589-389-1)
- Hymnes contre les hérésies, hymnes contre Julien - tome 1, Paris, Les éditions du Cerf, coll. « Sources chrétiennes », 2017, 517 p. (ISBN 978-2-204-11755-5)
- Hymnes contre les hérésies : Hymnes contre Julien - tome 2, Paris/80-Abbeville, Les éditions du Cerf, coll. « Sources chrétiennes », 2017, 547 p. (ISBN 978-2-204-12638-0)
- Hymnes contre les hérésies, Paris/01-Péronnas, Les Belles Lettres, coll. « Bibliothèque de l'Orient chrétien », 2018, 640 p. (ISBN 978-2-251-44822-0)

#### Études
- René R. Khawam, L'univers culturel des chrétiens d'Orient, Cerf, 1987.
- (de) Edmund Beck, osb: nombreuse bibliographie
- (en) Sebastian P. Brock, The luminous eye: the spiritual world vision of Saint Ephrem, Cistercian Publications, 1985  (ISBN 0-87907-624-0).
- (en) Sebastian Brock (trad.), Hymns on paradise: St. Ephrem the Syrian, St Vladimir's Seminary Press, Crestwood, 1990  (ISBN 0-88141-076-4).
- (en) Kees den Biesen, Annotated Bibliography of Ephrem the Syrian, www.lulu.com, 2011.
- (en) Sidney H. Griffith, Faith adoring the mystery: reading the Bible with St. Ephraem the Syrian, Marquette University Press, Milwaukee, 1997  (ISBN 0-87462-577-7).
- (en) Edward G. Matthews et Joseph P. Amar (trad.), Kathleen McVey (dir.), Saint Ephrem the Syrian: selected prose works, Catholic University of America Press, 1994  (ISBN 0-8132-0091-1).
- (en) Kathleen E McVey (trad.), Ephrem the Syrian: hymns, Paulist Press, 1989  (ISBN 0-8091-3093-9).

#### Œuvres mises en musique
- Située dans le quartier de la Sorbonne, au flanc de la montagne Sainte-Geneviève, l'église Saint-Éphrem-le-Syriaque accueille régulièrement, avec sa remarquable acoustique, des concerts de musique classique.
- Christophe Loiseleur des Longchamps, Sainte Vierge, motet sur une prière de saint Ephrem pour quatre voix d'hommes et orgue, hommage à Francis Poulenc, Rocamadour, 2012.